# Ianina Ilitcheva
Ianina Ilitcheva (* 4. Dezember 1983 in Angren, Usbekische SSR; † 20. Dezember 2016 in Wien), alias Annemarie Kuckuck alias @blutundkaffee, war eine österreichische Autorin und Künstlerin.

## Leben
Ilitcheva wurde 1983 mit der seltenen und unheilbaren Hautkrankheit Epidermolysis bullosa geboren. Ihre Mutter zog wegen besserer Behandlungsmöglichkeiten 1991 mit ihrer Tochter von Usbekistan nach Österreich. Nach dem Abitur studierte Ilitcheva erst Malerei an der Akademie der bildenden Künste Wien (Klasse Erweiterter malerischer Raum bei Daniel Richter) und schloss im Sommer 2013 mit ihrer multimedialen Diplomarbeit 183 Tage., 2012–2013 mit Auszeichnung ab. Für ihr Diplom wurde sie außerdem mit dem Würdigungspreis ausgezeichnet. Anschließend studierte sie ab 2013 am Institut für Sprachkunst an der Universität für Angewandte Kunst.
2015 erschien im Verlag Kremayr & Scheriau ihr transmediales Buchprojekt 183 Tage, in welchem sie sich versuchsartig mit den Themen Isolation, sozialem Begehren und den Abläufen kreativer Prozesse auseinandersetzte. Das Buch basiert auf ihrer gleichnamigen Diplomarbeit. Im gleichen Jahr drehte sie mit Felix Hermann und Jakob Defant in Marokko und Wien den experimentellen Dokumentarfilm Rohdiamanten. Der Film war u. a. für den Deutschen Kurzfilmpreis 2016 nominiert.
Als @blutundkaffee war sie von 2012 bis zu ihrem Tod 2016 an einer Krebserkrankung, die sie lange Zeit öffentlich thematisiert hatte, eine „lyrische Ikone“ auf Twitter.
2017 gaben Christiane Frohmann und Rick Reuther unter dem Titel @blutundkaffee, Ilitchevas Twitter-Namen, eine erste Auswahl ihrer digitalen Kürzesttexte heraus. In den folgenden Jahren soll im Frohmann Verlag eine Werkausgabe erscheinen.
Der österreichische Autor Hermes Phettberg schrieb in seinem Nachruf auf sie: „Ianina Ilitcheva ist so gewaltig textlich großartig.“
Zitiert wird die Autorin posthum u. a. in den Romanen Das Leben ist eins der Härtesten von Giulia Becker und Marianengraben von Jasmin Schreiber.

## Werke
- 183 Tage. Kremayr & Scheriau, Wien 2015, ISBN 978-3-2180099-5-9.
- @blutundkaffee. Frohmann, Berlin 2017, ISBN 978-3-947047-39-0.
- ich sehe die einsamkeit vor mir und sie ist leicht. Hochroth, München 2018, ISBN 978-3-903182-11-0.